# 2024年以色列轰炸伊朗驻叙利亚大使馆

谴责以色列轰炸伊朗驻叙利亚大使馆的国家

2024年4月1日，以色列轰炸伊朗驻叙利亚大使馆附属的领事建筑，造成16人死亡，其中包括伊朗伊斯兰革命卫队圣城旅指挥官，准将穆罕默德·礼萨·扎赫迪和另外七名军官。
这次空袭发生在以色列与哈马斯和真主党的战争导致伊以关系极度紧张的时期。4月13日，伊朗對以色列發動空襲，進行報復。

## 背景
自1979年伊朗伊斯兰革命以来，伊朗一直在叙利亚维持驻军。伊朗在叙利亚和黎巴嫩境内培训和资助黎巴嫩真主党的准军事部队以及来自伊拉克和阿富汗的外国民兵。自2011年叙利亚内战爆发以来，以色列已对该国境内属于真主党的设施发动了数百次空袭。
随着2023年10月以色列—哈马斯战争的爆发，以色列加大了对叙利亚的打击力度。从2023年10月12日到22日，以色列至少发动了三次针对叙利亚（主要在大马士革和阿勒颇）的机场的袭击。以色列于2023年12月25日在叙利亚首都大马士革刺杀了一名伊朗高级将领拉齊·穆薩維，后又于2024年1月20日刺杀了伊朗圣城旅萨德·奥米德扎德准将。

## 袭击
2024年4月1日，以色列空袭摧毁了伊朗驻叙利亚大使馆的附属领事馆建筑。伊朗驻叙利亚大使侯赛因·阿克巴里称，领事馆大楼“遭到以色列F-35战斗机发射的六枚导弹的袭击”。以色列官员声称该建筑物“是一个假扮成民用领事馆的圣城旅的前哨站”，因此是一个合法的军事目标。

### 目标
袭击的疑似主要目标是圣城旅的指挥官穆罕默德-礼萨·扎赫迪准将。除扎赫迪外，死者还包括扎赫迪的副手穆罕默德·哈迪·哈吉·拉黑米准将和另外五名伊朗军官：Hossein Aman Elahi、Sayid Mehdi Jalalati、Ali Agha Babaei、Sayid Ali Salehi Roozbahani和Mohsen Sedaghat。总共有14人死亡，包括七名伊朗伊斯兰革命卫队士兵、五名受到伊朗支持的民兵、一名黎巴嫩真主党战士和一名伊朗顾问。

## 反應
伊朗、敘利亞、伊斯兰合作组织、約旦、伊拉克、卡塔爾、巴基斯坦、沙特、黎巴嫩、埃及、阿拉伯国家联盟、阿曼、阿联酋、俄罗斯、中華人民共和國、聯合國等国家和國際組織均對以色列的襲擊予以譴責。
2024年4月3日下午，叙利亚为在事件中死亡的伊朗伊斯兰革命卫队成员举行了遗体告别仪式。4月5日，7名伊朗伊斯兰革命卫队成员在伊朗下葬。
4月5日，由於擔心伊朗報復，全球28个以色列驻外使馆临时关闭。
4月13日，伊朗對以色列發動空襲，進行報復。